# Juba & Lula (quadrinhos)
Juba & Lula foi uma série em quadrinhos desenvolvida por Regis Rocha Moreira e Hector Gómez Alisio a partir dos personagens televisivos Juba e Lula.
Os aventureiros Juba e Lula eram os coprotagonistas da série de TV Armação Ilimitada, exibida na TV Globo entre 1985 e 1988, e do programa spin-off Juba & Lula, exibido em 1989 na mesma emissora. Devido ao sucesso dos personagens, a editora Nova Fronteira encomendou ao escritor Régis Rocha Moreira (que era um dos roteiristas do spin-off de 1989) e ao desenhista Hector Gómez Alisio a produção de histórias em quadrinhos com os personagens.
Foram publicados dois álbuns, Operação Super-Homem e Uma Aventura na Amazônia, lançados respectivamente em 1988 e 1989. Porém, embora o título da série fosse "Juba & Lula", não havia referência direta à série de TV, com os personagens sendo parte de uma organização não relacionada à "empresa" Armação Ilimitada e nem a participação de outros personagens da série.
Os dois álbuns ganharam o Troféu HQ Mix de melhor adaptação da TV para HQ, respectivamente em 1989 e 1990.